# Noalhat
Noalhat est une commune française, située dans le département du Puy-de-Dôme en région Auvergne-Rhône-Alpes.

## Géographie

### Lieux-dits et écarts
Les Bruyères, Champfort, la Croix des Ferrats, Drevoux, la Gare, les Maraudons, Mataboul, la Meille, Péricou, le Rouger.

### Communes limitrophes
Ses communes limitrophes sont :
|                            |         | Paslières |
| Crevant-Laveine, Vinzelles | Noalhat |           |
|                            |         | Dorat     |

### Hydrographie
La commune est traversée par la Dore.

### Transports
La commune est desservie par la route départementale 44 reliant Puy-Guillaume à Dorat ; la D 44b dessert le bourg. Il a existé une gare sur la ligne de Saint-Germain-des-Fossés à Darsac fermée à tout trafic et déclassée.

### Climat
Pour des articles plus généraux, voir Climat d'Auvergne-Rhône-Alpes et Climat du Puy-de-Dôme.
En 2010, le climat de la commune est de type climat océanique dégradé des plaines du Centre et du Nord, selon une étude du Centre national de la recherche scientifique s'appuyant sur une série de données couvrant la période 1971-2000. En 2020, Météo-France publie une typologie des climats de la France métropolitaine dans laquelle la commune est exposée à un climat de montagne ou de marges de montagne et est dans la région climatique  Nord-est du Massif Central, caractérisée par une pluviométrie annuelle de 800 à 1 200 mm, bien répartie dans l’année. 
Pour la période 1971-2000, la température annuelle moyenne est de 11,3 °C, avec une amplitude thermique annuelle de 16,8 °C. Le cumul annuel moyen de précipitations est de 826 mm, avec 10,5 jours de précipitations en janvier et 7,9 jours en juillet. Pour la période 1991-2020, la température moyenne annuelle observée sur la station météorologique de Météo-France la plus proche, « Courpière », sur la commune de Courpière à 19 km à vol d'oiseau, est de 11,8 °C et le cumul annuel moyen de précipitations est de 876,9 mm,. Pour l'avenir, les paramètres climatiques de la commune estimés pour 2050 selon différents scénarios d'émission de gaz à effet de serre sont consultables sur un site dédié publié par Météo-France en novembre 2022.

## Urbanisme

### Typologie
Au 1er janvier 2024, Noalhat est catégorisée commune rurale à habitat dispersé, selon la nouvelle grille communale de densité à sept niveaux définie par l'Insee en 2022.
Elle est située hors unité urbaine. Par ailleurs la commune fait partie de l'aire d'attraction de Thiers, dont elle est une commune de la couronne,. Cette aire, qui regroupe 19 communes, est catégorisée dans les aires de moins de 50 000 habitants,.

### Occupation des sols
L'occupation des sols de la commune, telle qu'elle ressort de la base de données européenne d’occupation biophysique des sols Corine Land Cover (CLC), est marquée par l'importance des territoires agricoles (78,6 % en 2018), une proportion sensiblement équivalente à celle de 1990 (79,2 %). La répartition détaillée en 2018 est la suivante : prairies (57,1 %), zones agricoles hétérogènes (21,5 %), forêts (21,4 %). L'évolution de l’occupation des sols de la commune et de ses infrastructures peut être observée sur les différentes représentations cartographiques du territoire : la carte de Cassini (XVIIIe siècle), la carte d'état-major (1820-1866) et les cartes ou photos aériennes de l'IGN pour la période actuelle (1950 à aujourd'hui).

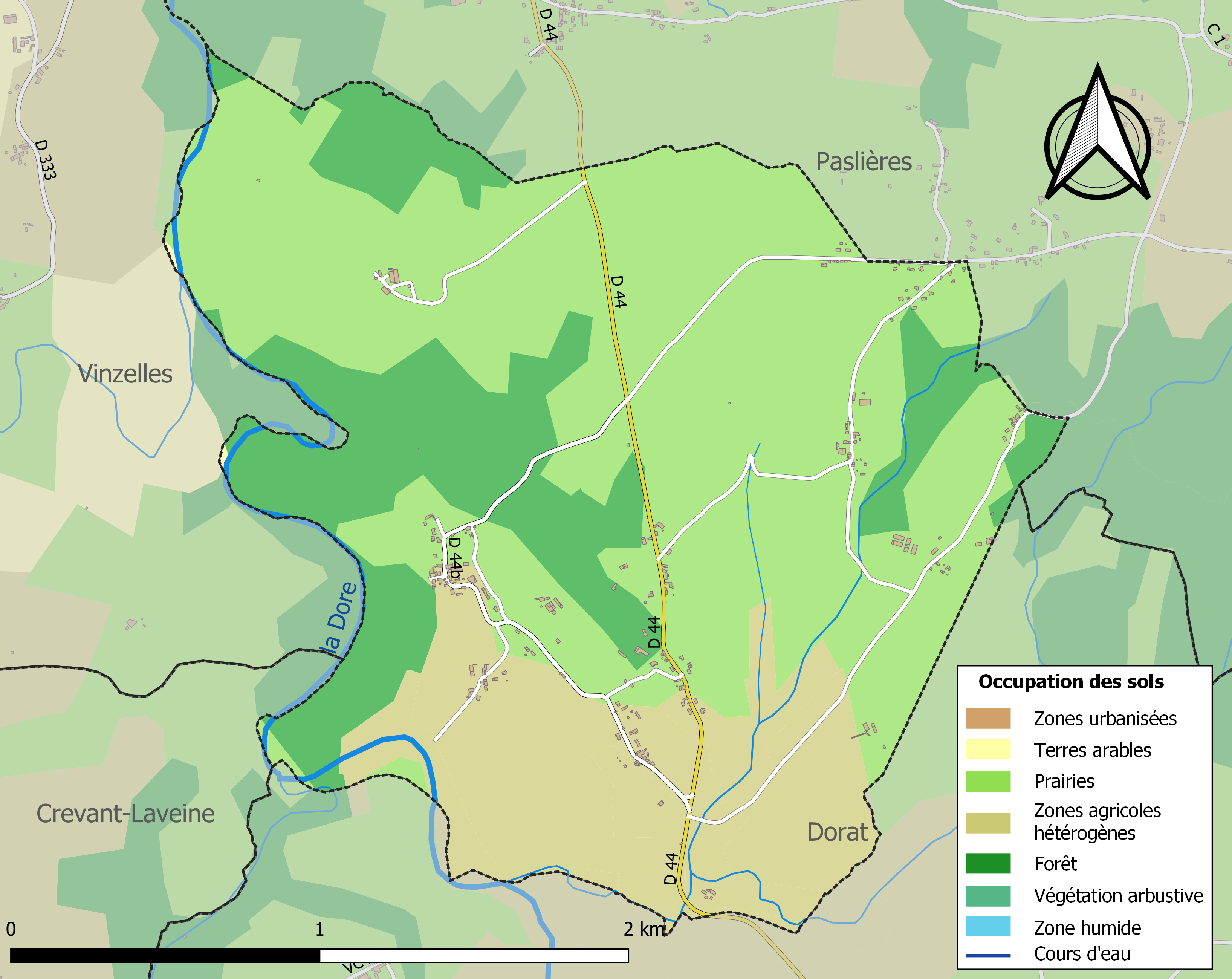
Carte des infrastructures et de l'occupation des sols de la commune en 2018 (CLC).

## Histoire
Noalhat est un petit village rural sur lequel, en 1316, est attesté l'existence d'un prieuré. Géraud du Bois était prieur de Noalhat, fondé de pouvoirs de l'abbaye des bénédictins d'Issoire. En 1693, les révérends pères bénédictins d'Issoire possèdent le droit de justice dans le bourg. En 1723, le prieuré se compose de l'église, du cimetière, d'une grange et du presbytère dont une pièce sert d'auditoire pour la basse justice. Une ferme à colombier est datée de 1730. Sur la carte de Cassini de 1777, le village est signalé avec le signe paroisse sous le toponyme Noailhat.
En 1797, le prieuré est vendu comme bien national et séparé en deux lots distincts : le premier lot comprend le presbytère et des terres, le second lot comprend la grange-étable et un jardin potager longeant le cimetière. Au début du XIXe siècle, le cimetière est transformé en place et une partie de la grange-étable est transformée en logement. A l'emplacement du jardin potager sont construites des écuries. À cette époque l'église est en ruine. Elle sera restaurée de 1852 à 1862 et un clocher sera construit en 1859.
Vers 1880 est construite la voie ferrée et en 1882, une mairie-école.

## Politique et administration

### Découpage territorial
La commune de Noalhat est membre de la communauté de communes Thiers Dore et Montagne, un établissement public de coopération intercommunale (EPCI) à fiscalité propre créé le 1er janvier 2017 dont le siège est à Thiers. Ce dernier est par ailleurs membre d'autres groupements intercommunaux. De 2010 à 2016, elle faisait partie de la communauté de communes entre Allier et Bois Noirs.
Sur le plan administratif, elle est rattachée à l'arrondissement de Thiers, à la circonscription administrative de l'État du Puy-de-Dôme et à la région Auvergne-Rhône-Alpes. Jusqu'en mars 2015, elle faisait partie du canton de Châteldon.
Sur le plan électoral, elle dépend du canton de Maringues pour l'élection des conseillers départementaux, depuis le redécoupage cantonal de 2014 entré en vigueur en 2015, et de la cinquième circonscription du Puy-de-Dôme pour les élections législatives, depuis le dernier découpage électoral de 2010.

### Élections municipales et communautaires

#### Élections de 2020
Le conseil municipal de Noalhat, commune de moins de 1 000 habitants, est élu au scrutin majoritaire plurinominal à deux tours avec candidatures isolées ou groupées et possibilité de panachage. Compte tenu de la population communale, le nombre de sièges à pourvoir lors des élections municipales de 2020 est de 11. La totalité des onze candidats en lice est élue dès le premier tour, le 15 mars 2020, avec un taux de participation de 55,37 %.

#### Chronologie des maires
| Période                                  | Période   | Identité        | Étiquette | Qualité            |
| ---------------------------------------- | --------- | --------------- | --------- | ------------------ |
| Les données manquantes sont à compléter. |           |                 |           |                    |
|                                          | mars 2001 | Maurice Maubert |           |                    |
|                                          |           |                 |           |                    |
| 28 mars 2014 (réélu en 2020)             | ? (décès) | Éric Cabrolier  |           | Programmateur CFAO |
| 15 décembre 2023                         | En cours  | Ludovic Dassaud |           |                    |

### Autres élections
Aux élections européennes de mai 2014, les électeurs de la commune ont voté à 39,39 % pour la liste du Front national.

## Population et société

### Démographie
L'évolution du nombre d'habitants est connue à travers les recensements de la population effectués dans la commune depuis 1793. Pour les communes de moins de 10 000 habitants, une enquête de recensement portant sur toute la population est réalisée tous les cinq ans, les populations de référence des années intermédiaires étant quant à elles estimées par interpolation ou extrapolation. Pour la commune, le premier recensement exhaustif entrant dans le cadre du nouveau dispositif a été réalisé en 2005.

En 2022, la commune comptait 230 habitants, en évolution de −6,5 % par rapport à 2016 (Puy-de-Dôme : +2,1 %, France hors Mayotte : +2,11 %).
| 1793 | 1800 | 1806 | 1821 | 1831 | 1836 | 1841 | 1846 | 1851 |
| ---- | ---- | ---- | ---- | ---- | ---- | ---- | ---- | ---- |
| 270  | 315  | 326  | 351  | 330  | 315  | 351  | 360  | 326  |

| 1856 | 1861 | 1866 | 1872 | 1876 | 1881 | 1886 | 1891 | 1896 |
| ---- | ---- | ---- | ---- | ---- | ---- | ---- | ---- | ---- |
| 320  | 306  | 301  | 306  | 285  | 302  | 291  | 289  | 281  |

| 1901 | 1906 | 1911 | 1921 | 1926 | 1931 | 1936 | 1946 | 1954 |
| ---- | ---- | ---- | ---- | ---- | ---- | ---- | ---- | ---- |
| 292  | 277  | 273  | 229  | 254  | 237  | 204  | 180  | 166  |

| 1962 | 1968 | 1975 | 1982 | 1990 | 1999 | 2005 | 2006 | 2010 |
| ---- | ---- | ---- | ---- | ---- | ---- | ---- | ---- | ---- |
| 176  | 158  | 144  | 126  | 149  | 160  | 215  | 218  | 232  |

| 2015 | 2020 | 2022 | - | - | - | - | - | - |
| ---- | ---- | ---- | - | - | - | - | - | - |
| 247  | 235  | 230  | - | - | - | - | - | - |

## Culture locale et patrimoine

### Lieux et monuments

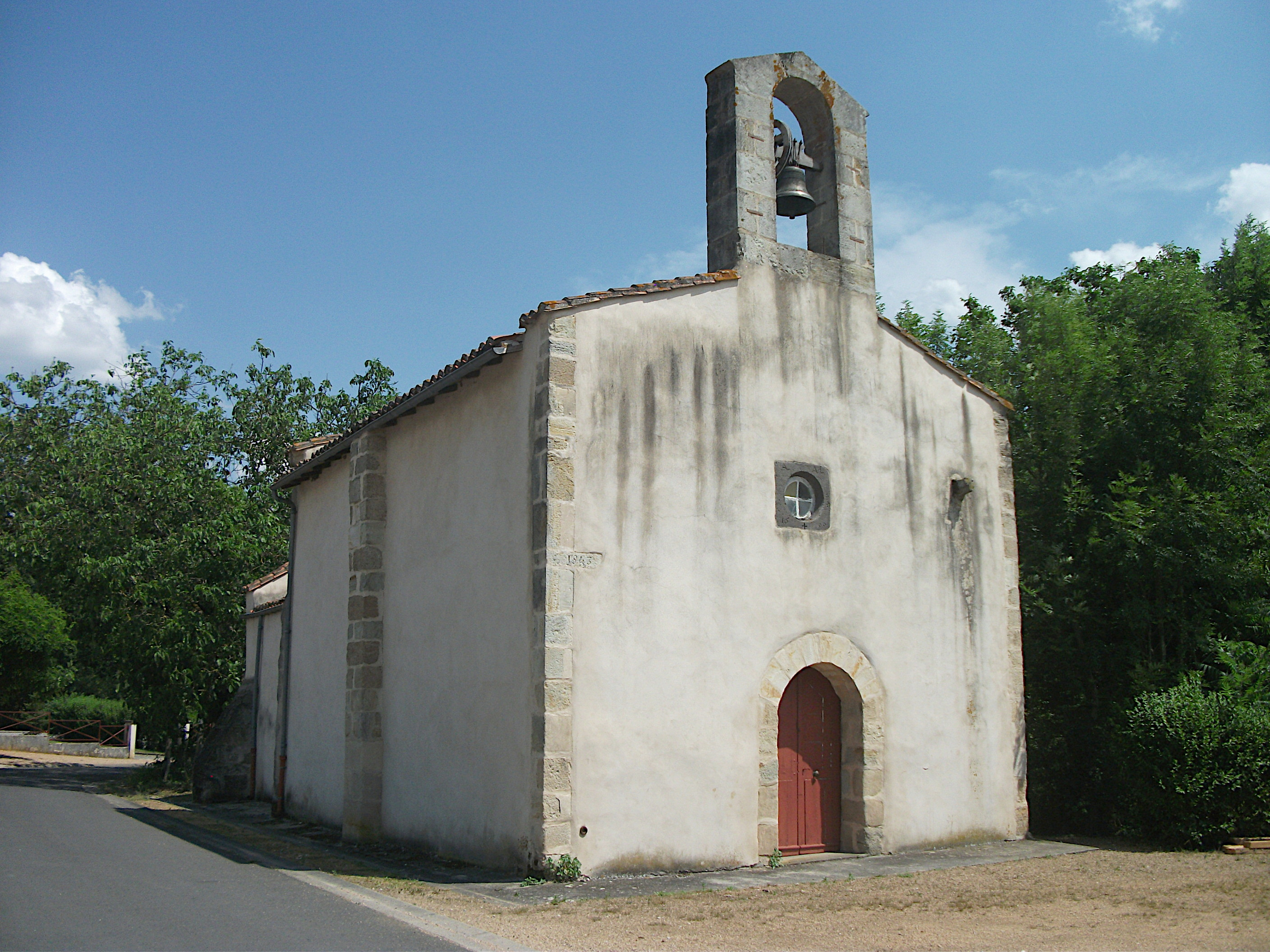
L'église.

L'église Notre-Dame fait partie d'un ancien prieuré de bénédictins, composé à l'origine d'un cimetière, un presbytère, une grange-étable et un jardin. L'église est datée de 1690. Elle est restaurée entre 1852 et 1862, et un clocher en arcade est construit en 1859. En 1797, après la Révolution, le prieuré est vendu comme bien national et largement remanié : le cimetière, le jardin et la grange-étable sont respectivement transformés en place, en écurie et en logement. L'église en ruine est restaurée plus tard mais ce n'est que fin XIXe - début XXe qu'elle est de nouveau ouverte au culte.

## Divers
- La commune de Noalhat est adhérente du parc naturel régional Livradois-Forez.
- La commune de Noalhat fait partie du Massif Central.